# Clariónzaunkönig
Der Clariónzaunkönig (Troglodytes tanneri) ist eine Vogelart aus der Familie der Zaunkönige (Troglodytidae), die auf der Insel Clarión endemisch ist. Der Bestand wird von der IUCN als gefährdet (Vulnerable) eingeschätzt. Die Art gilt als monotypisch.

## Merkmale
Der Clariónzaunkönig erreicht eine Körperlänge von etwa 12,5 bis 14,0 cm. Die Zügel sind graubraun, der Augenstreif gelbbraunweiß, die Ohrdecken graugelb mit helleren braunen Sprenkeln. Der Oberkopf und der Nacken sind matt schwärzlich braun, der Rücken matt graubraun, der Bürzel rötlich braun. Die Handschwingen und Armschwingen sind an den Außenfahnen hell und dunkel gestreift.  Die Steuerfedern haben abwechselnd dunkelbraune und graubraune Binden. Die Kehle und die Brust sind gelbbraun-weiß gefärbt, der Hinterbauch und die Flanken intensiver gelbbraun. Die Augen sind dunkelbraun, der Schnabel dunkelbraun mit heller hornbrauner Basis. Die Beine sind bräunlich. Beide Geschlechter ähneln sich. Jungtiere ähneln erwachsenen Vögeln, sind aber schwach bräunlich geschuppt auf der Unterseite.

## Verhalten und Ernährung
Es liegen keine gesicherten Daten zur Nahrung und zum Verhalten des Clariónzaunkönigs vor.

## Lautäußerungen
Der Gesang des Clariónzaunkönigs beginnt normalerweise mit zwei oder mehr ruppigen tschut-Tönen, geht weiter mit Geträller, das dem des Hauszaunkönigs (Troglodytes aedon Vieillot, 1809) ähnelt. Das Schnattern hört sich tiefer und ruppiger an als beim Socorrozaunkönig (Troglodytes sissonii (Grayson, 1868)). In der Zeit nach der Brut gibt er längeres kratzendes Geträller von sich, das Insekten gleichen Rasseln ähnelt.

## Fortpflanzung
Die Brutsaison des Clariónzaunkönigs dauert zumindest von Oktober bis Mai. Sein Nest baut er in Hohlräumen von Vulkangestein und -sand, sowie in den Hohlräumen von anthropogenem Werkzeug wie Metall- oder Gummischläuchen, Häuserbauten, Booten und Fahrzeugen. Diese befinden sich ein bis drei Meter über dem Boden. Das Nest ist kelchförmig, aus Stöckchen und Grashalmen gebaut und mit Federn ausgelegt. Der Innendurchmesser ist ca. 3 cm und nicht tiefer als 5 cm. Ein Nest beinhaltete 4 Eier, die oval angeordnet waren. Die Eier sind ca. 17,7 × 14,0 mm groß, weiß bis pinkweiß mit bräunlichen Flecken am dickeren Ende. Die Eier werden nur vom Weibchen bebrütet, aber beide Elternteile füttern die Nestlinge und entfernen Kot und Schmutz aus dem Nest. Auch wurde kooperatives Brutverhalten beobachtet. Die flüggen Jungtiere verbleiben zumindest zehn Tage bei ihren Eltern. Ein Nest aus dem Jahr 1898 wurde als offener Kelch auf dem Boden beschrieben, andere aus dem Jahr 1990 wurden im Kühler oder Handschuhfach von ausgemusterten Autos entdeckt.

## Verbreitung und Lebensraum
Der Clariónzaunkönig bevorzugt trockenes Gestrüpp und Kakteenbüsche.

## Migration
Der Clariónzaunkönig  gilt als Standvogel.

## Etymologie und Forschungsgeschichte
Die Erstbeschreibung des Clariónzaunkönigs erfolgte 1890 durch Charles Haskins Townsend unter dem wissenschaftlichen Namen Troglodytes tanneri. Das Typusexemplar wurde von Townsend auf der Clarión gesammelt. Bereits 1809 führte Louis Pierre Vieillot die für die Wissenschaft neue Gattung Troglodytes ein. Dieser Name leitet sich von »trōglē, trōgō κτρωγλη, τρωγω« für »Höhle, nagen« und »-dutēs, duō -δυτης, δυω« für »tauchend, eintauchen« ab. Der Artname »tanneri« ist Zera Luther Tanner (1835–1906) gewidmet, mit dem Townsend auf zahlreichen Reisen unterwegs war.